# William Bayer
Pour les articles homonymes, voir Bayer, David Hunt et Hunt.
Œuvres principales
- Pèlerin
- Une tête pour une autre

William Bayer est un auteur américain de romans policiers, né le 20 février 1939 à Cleveland dans l'Ohio, qui a aussi publié sous le pseudonyme de David Hunt.

## Biographie
Fils d'un juge et d'une scénariste, qui ont eux-mêmes publiés des romans policiers en commun sous le pseudonyme de Oliver Weld Bayer, William Bayer est un diplômé de Harvard en Histoire de l'art.
De 1963 à 1968, William Bayer travaille comme agent à la CIA. Après cela, il devient écrivain à plein temps.  Son premier roman In Search of a Hero paraît en 1962. Il se détourne de la fiction le temps de deux essais sur le cinéma, puis y revient en 1974 avec Stardust.
Entre 1972 et 1976, il vit avec son épouse à Tanger, au Maroc et trouve là son inspiration pour deux romans situés en Afrique : Visions Of Isabelle (1975) sur la vie de la femme-explorateur du tournant du siècle Isabelle Eberhardt et Tanger (1978), son tout premier roman policier.
De retour en Amérique, il se lance dans l'écriture de la série policière du détective Frank Janek de la police de New York avec L'assassin va au ciel (Peregrine).  Le second titre, Une tête pour une autre (Switch), donne lieu à la mini-série télévisée américaine Méprise (Doubletake, 1988), où Janek est incarné par Richard Crenna.  Cette mini-série est nommée pour l'obtention de l'Edgar de la meilleure mini-série télévisée et sera suivie, toujours avec Crenna, par Police des polices (Internal Affairs, 1988), Murder Times Seven (1990) et Terror on Track 9 (1992).
En 1994, Bayer déménage à San Francisco et emploie le pseudonyme David Hunt pour deux romans, Mort d'un magicien (The Magician's Tale, Prix Lambda Literary 1998) et Pièges de lumières (Trick of Light), puis signe de nouveau de son véritable nom Tarot en 2001.  À noter que Tarot et La Ville des couteaux sont parus dans leur traduction française chez Rivages avant toute publication du texte original. William Bayer explore également dans ces romans les méandres de la psychologie humaine.
William Bayer a aussi écrit, produit et réalisé le documentaire Mississippi Summer (1971).

## Œuvre

### Romans

#### SérieFrank Janek
- Peregrine (1981) Publié en français sous le titre L'Assassin est au ciel, traduit par Paul Kinnet, Paris, Gallimard, coll. « Série noire » no 1915, 1983, 251p.  (ISBN 2-07-048915-9). Publié en français sous le titre Pèlerin, traduit par Gérard de Chergé, Paris, Payot & Rivages, coll. « Rivages/Noir » no 659, 2007, 387 p.  (ISBN 978-2-7436-1721-9)
- Switch (1984) Publié en français sous le titre Une tête pour une autre, Paris, traduit par Benjamin Legrand, Robert Laffont, coll. « Best-sellers », 1985  (ISBN 2-221-04581-5) ; réédition, Paris, J'ai lu policier no 2085, 1986, 378 p.  (ISBN 2-277-22085-X)
- Wallflower (1991) Publié en français sous le titre Wallflower, traduit par Gérard de Chergé, Paris, Payot & Rivages, coll. « Rivages/Thriller », 2008, 305 p.  (ISBN 978-2-7436-1850-6) ; réédition, Paris, Payot & Rivages, coll. « Rivages/Noir » no 763, 2010, 399 p.  (ISBN 978-2-7436-2054-7)
- Mirror Maze (1994) Publié en français sous le titre Labyrinthe de miroirs, traduit par Gérard de Chergé, Paris, Rivages, coll. « Rivages/Thriller », 1996, 469 p. ; réédition, Paris, Rivages, coll. « Rivages/Noir » no 281, 1997, 526 p.  (ISBN 2-7436-0266-X)

#### Autres romans
- In Search of a Hero (1962)
- Stardust (1974)
- Visions of Isabelle (1975)
- Tangier (1978) Publié en français sous le titre Tanger, traduit par Gérard de Chergé, Paris, Payot & Rivages, coll. « Littérature étrangère », 2010, 445 p.  (ISBN 978-2-7436-2083-7)
- Punish Me With Kisses (1980) Publié en français sous le titre Punis-moi par des baisers, traduit par Muriel Lesterlin, Paris, Robert Laffont, 1982, 300 p.  (ISBN 2-221-01025-6) ; réédition, Paris, Presses pocket no 3428, 1989, 310 p.  (ISBN 2-266-03322-0) ; réédition sous le titre Punis-moi avec des baisers, traduction révisée par Anne-Emmanuelle Boyerf, Paris, Payot & Rivages, coll. « Rivages/Noir » no 849, 2012, 395 p.  (ISBN 978-2-7436-2300-5)
- Pattern Crimes (1987) Publié en français sous le titre Voir Jérusalem et mourir, traduit par Bertrand Michel, Paris, Albin Michel, coll. « Spécial policier », 1988, 356 p.  (ISBN 2-226-03443-9) ; réédition, Paris, Presses pocket no 3974, 1992, 356 p.  (ISBN 2-266-04764-7)
- Blind Side (1989) Publié en français sous le titre Hors champ, traduit par Bernard Ferry, Paris, Robert Laffont, coll. « Best-sellers », 1990, 297 p.  (ISBN 2-221-06803-3) ; réédition, Paris, Presses pocket no 3988, 1992, 297 p.  (ISBN 2-266-04809-0) ; réédition, Paris, Payot & Rivages, coll. « Rivages/Noir » no 894, 2013,  (ISBN 978-2743624385)
- Tarot, traduit par Gérard de Chergé, Paris, Payot & Rivages, coll. « Rivages/Thriller », 2001, 309 p.  (ISBN 978-2-743-60832-3) ; réédition, Paris, Payot & Rivages, coll. « Rivages/Noir » no 534, 2004, 392 p.  (ISBN 978-2-743-61316-7)
- The Dream of the Broken Horses (2002) Publié en français sous le titre Le Rêve des chevaux brisés, traduit par Gérard de Chergé, Paris, Payot & Rivages, coll. « Rivages/Thriller », 2004, 352 p.  (ISBN 2-7436-1299-1) ; réédition, Paris, Payot & Rivages, coll. « Rivages/Noir » no 619, 2006, 491 p.  (ISBN 978-2-7436-1584-0)
- City of Knifes (2005)Publié en français sous le titre La Ville des couteaux, traduit par Gérard de Chergé, Paris, Payot & Rivages, coll. « Rivages/Thriller », 2006, 426 p.  (ISBN 978-2743615574) ; réédition, Paris, Payot & Rivages, coll. « Rivages/Noir » no 702, 2008, 491 p.  (ISBN 978-2743618520)
- Hiding in the Weave (2014) Publié en français sous le titre Trame de sang, traduit par Pierre Bondil, Paris, Payot & Rivages, coll. « Rivages/Thriller », 2044, 413 p. (ISBN ?)
- The Luzern Photograph (2015) Publié en français sous le titre La Photographie de Lucerne, traduit par Pierre Bondil, Paris, Rivages, coll. « Rivages/Thriller », 2018, 413 p.  (ISBN 978-2-7436-4243-3)
- The Murals (2019)

#### SérieKay Farrowsignée David Hunt
- The Magician's Tale (1997) Publié en français sous le titre Mort d'un magicien, traduit par Jean Colonna, Paris, Flammarion, 2000, 524 p.  (ISBN 2-08-067401-3) ; réédition, Paris, J'ai lu coll. « Thriller » no 6088, 2001, 507 p.  (ISBN 2-290-31634-2)
- Trick of Light (1998) Publié en français sous le titre Pièges de lumière, traduit par Luc Baranger, Paris, Flammarion, 2001, 433 p.  (ISBN 2-08-067388-2) ; réédition, Paris, J'ai lu coll. « Thriller » no 6492, 2003, 412 p.  (ISBN 2-290-32477-9)

### Essais
- Breaking Through, Selling Out, Dropping Dead : And Other Notes On Filmmaking (1971)
- The Great Movies (1973)

## Prix et distinctions

### Prix
- Prix Edgar-Allan-Poe du meilleur roman policier 1982 pour Pèlerin[1]
- Prix Mystère de la critique 1986 pour Une tête pour une autre[2]
- Prix Lambda Literary du meilleur roman policier 1997 pour Mort d'un magicien
- Prix Calibre 38 pour Labyrinthe de miroirs
- Prix Mystère de la critique 2005 pour Le Rêve des chevaux brisés[2]

### Nomination
- Prix Hammett 2019 pour The Murals[3]

## Source
- Claude Mesplède (dir.), Dictionnaire des littératures policières, vol. 1 : A - I, Nantes, Joseph K, coll. « Temps noir », 2007, 1054 p. (ISBN 978-2-910-68644-4, OCLC 315873251), p. 181-182.